# Onithochiton helenae
Onithochiton helenae är en blötdjursart som först beskrevs av Mackay 1933.  Onithochiton helenae ingår i släktet Onithochiton och familjen Chitonidae. Inga underarter finns listade i Catalogue of Life.